# Maíz Blanco, La Grandeza
Maíz Blanco är en ort i Mexiko.   Den ligger i kommunen La Grandeza och delstaten Chiapas, i den sydöstra delen av landet, 900 km sydost om huvudstaden Mexico City. Maíz Blanco ligger 1 625 meter över havet och antalet invånare är 134.
Terrängen runt Maíz Blanco är varierad. Maíz Blanco ligger nere i en dal. Runt Maíz Blanco är det ganska tätbefolkat, med 96 invånare per kvadratkilometer. Närmaste större samhälle är Motozintla de Mendoza, 18,9 km söder om Maíz Blanco. I omgivningarna runt Maíz Blanco växer huvudsakligen savannskog.